# Oued Chair
Oued Chair (în arabă وادى الشعير) este o comună din provincia M'Sila, Algeria.
Populația comunei este de 16.381 de locuitori (2008).